# Мала група
Гру́па мала́ — це група, в якій суспільні відносини виступають у формі безпосередніх особистих контактів. Група складається з невеликого числа індивідів і відрізняється за багатьма соціально-психологічними характеристиками від груп великого розміру.
Малі соціальні групи, фактично, є цеглинами, з яких вибудовується наше суспільство.
Різновидом малої соціальної групи є так звані первинні малі групи. Цей термін запроваджений американським соціологом Чарльз Кулі. Прикметною ознакою цих груп, за Кулі, є тісні й безпосередні зв'язки та співробітництво їх учасників на основі високого рівня емоційності. Прикладом первинних соціальних груп є сім'я, «ігровий майданчик», сусіди. Вони є універсальними, притаманними всім часам і всім стадіям розвитку, формування соціальної природи індивіда, дають найперший і найповніший досвід соціальної єдності, яка ґрунтується не на абстрактній, а на живій, чуттєво-емоційній основі. Через первинну групу здійснюється соціалізація індивідів, засвоєння ними зразків поведінки, соціальних норм, цінностей та ідеалів. Такі групи виконують роль первинної ланки у зв'язках між суспільством і особою. Через них людина усвідомлює свою належність до певних соціальних спільнот, бере участь у житті суспільства.